# Vavro Šrobár
Vavro Šrobár (9. srpna 1867 Lisková – 6. prosince 1950 Olomouc) byl slovenský lékař, politik, ústřední postava meziválečné slovenské politiky v Československu, od roku 1935 profesor Komenského univerzity v Bratislavě v oboru sociálního lékařství.

## Život

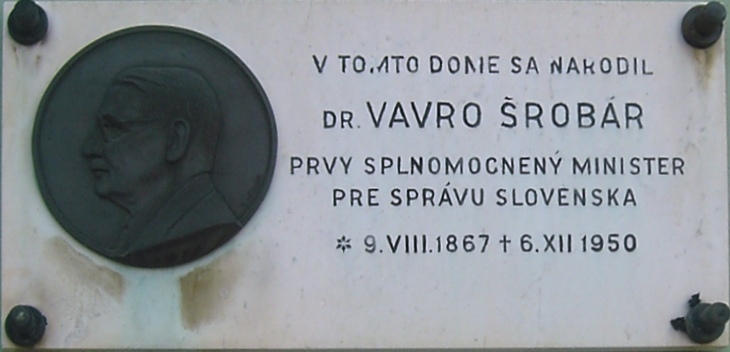
Pamětní deska na Šrobárově rodném domě

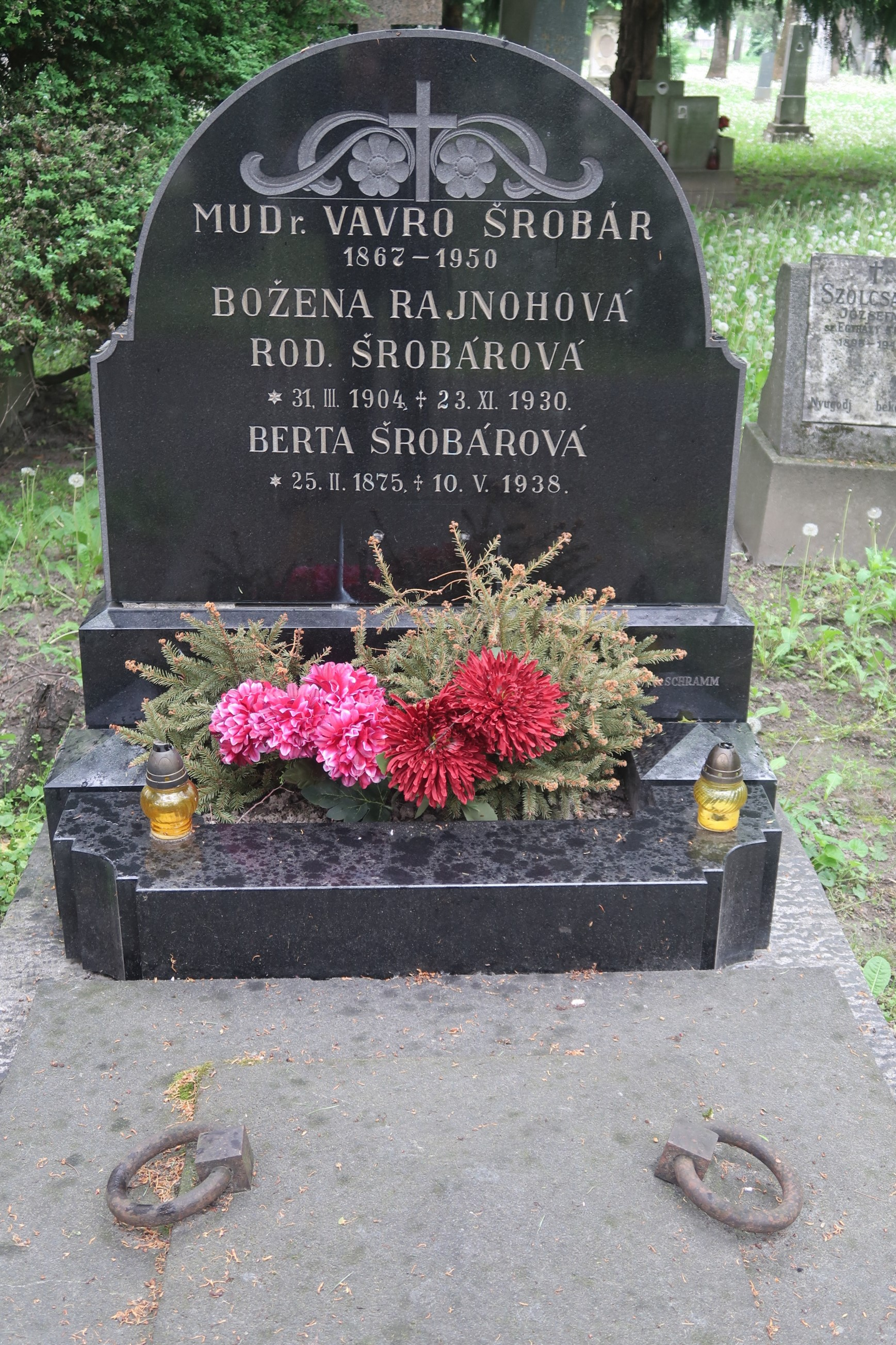
Hrob Vavra Šrobára na Ondřejském hřbitově v Bratislavě

Vavro Šrobár studoval na gymnáziích v Ružomberku, Levoči a Banské Bystrici. Po vyloučení ze všech škol v někdejším Uhersku kvůli panslavistické agitaci dostudoval na gymnáziu v Přerově v roce 1888. Na Vyšším gymnasiu reálném v Přerově byl v roce 1887 zapsán jako mimořádný student pod počeštěným jménem Jan Vavřinec Šrobár. Původně chtěl studovat bohosloví. Po maturitě však odešel studovat na lékařskou fakultu Karlovy univerzity do Prahy. Zde se zapojil do práce v spolku Detvan.
Pod vlivem T. G. Masaryka se stal čechoslovakistou a patřil mezi Masarykovy skalní stoupence. Udržoval také kontakty s radikálně naladěnými studenty v české Omladině. V roce 1898 začal ve spolupráci s Pavlem Blahou vydávat slovenský časopis Hlas; jeho poslední dva ročníky (1902–1904) už redigoval sám. Roku 1906 kandidoval do Uherského sněmu. Do roku 1918 působil jako lékař v Ružomberku. Ružomberok se zásluhou Andreje Hlinky a Šrobára stal centrem slovenské politické aktivity, protikladem tzv. martinské skupiny. V roce 1918 byl za své politické aktivity krátce internován.
Od roku 1918 byl členem Národního výboru československého a jménem Slováků podepsal v říjnu 1918 zákon o zřízení československého státu. V první Československé republice byl zprvu poslancem Národního shromáždění za Slovenskou národní a rolnickou stranu (SNaRS), posléze za Republikánskou stranu zemědělského a malorolnického lidu, tedy za agrárníky, se kterými Slovenská národní a rolnická strana počátkem 20. let splynula. V letech 1925–1929 byl předsedou poslaneckého klubu poslanců agrární strany.
Stal se také prvním ministrem s plnou mocí pro správu Slovenska, jehož úkolem bylo zajistit politické a administrativně právní začlenění Slovenska do nové republiky (1918–1920), kromě toho byl ještě ministrem školství a národní osvěty (1921–1922). V letech 1925–1935 byl za agrární stranu senátorem Národního shromáždění ČSR. Postupně se však z politické scény vytrácel. Mezi roky 1922–1937 působil také jako pedagog lékařské fakulty Univerzity Karlovy, kde byl v roce 1935 jmenován profesorem.
V době slovenského klerofašistického státu stál v čele malé skupiny protifašistického odboje, orientované na československou exilovou vládu v Londýně, a roku 1944 v době Slovenského národního povstání byl jedním ze dvou předsedů Slovenské národní rady.
Do politiky se ještě vrátil po druhé světové válce. V únoru 1945 byl krátce pověřencem školství ve 3. Sboru pověřenců. Do roku 1946 byl členem vedení Demokratické strany, poté před parlamentními volbami založil novou Stranu svobody a byl jejím prvním předsedou. Až do své smrti roku 1950 byl poslancem Národního shromáždění a v letech 1945–1946 byl jmenován ministrem financí ve dvou Fierlingerových vládách.
Po komunistickém převratu v únoru 1948 se stal ministrem pro sjednocení zákonů ve druhé vládě Klementa Gottwalda. Podle publicisty Karla Pacnera mu Gottwald nabídl tuto vcelku bezvýznamnou funkci, protože potřeboval mít ve vládě člověka spojeného s Masarykem, a Šrobár ji naivně přijal. Zemřel 6. prosince 1950 v Olomouci, ale pohřben je v Bratislavě, na Ondřejském hřbitově.

## Dílo
- Vláda ľudu v demokracii, 1919 (česky: Vláda lidu v demokracii)
- Čas. přísp.: Naše snahy, Hlas 1898
- Maďarizácia, Hlas 1900 (česky: Maďarizace)
- O československej vzájomnosti, Prúdy 1901 (česky: O československé vzájemnosti)
- Vzájomnosť československá, Hlas 1902 (česky: Vzájemnost československá)
- Viera a veda, Prúdy 1913 (česky: Víra a věda)
- Osvobodené Slovensko (Čin Praha 1928) (česky: Osvobozené Slovensko)

## Názvy ulic
V České republice jsou po něm nazvány ulice ve čtyřech městech (stav roku 2022):
- Praha-Vinohrady (ulice u Státního zdravotního ústavu a Fakultní nemocnice Královské Vinohrady)
- Chomutov
- Ostrava-Hrabová
- Přerov[10]